# Rapport de la masse du proton à celle de l'électron
Le rapport de la masse du proton à celle de l'électron, noté μ ou β, est une grandeur physique sans dimension égale à la masse au repos du proton divisée par celle de l'électron. En tant que rapport de deux grandeurs physiques de même dimension, c'est une grandeur sans dimension, indépendante du système d'unités choisi. La valeur recommandée par le CODATA pour ce rapport vaut :
μ = mp / me = 1 836,152 673 43(11).
Le nombre entre parenthèses est l'incertitude de mesure sur les deux derniers chiffres. La valeur de μ est connue avec une précision d'environ 60 partie par billion (60 × 10-12).

## Analyse
μ est une constante fondamentale de la physique importante car :
- Presque tout en science traite de matière baryonique et de comment les interactions fondamentales influencent cette question. La matière baryonique est composée de quarks et de particules constituées de quarks, comme les protons et les neutrons. Libres, les neutrons ont une durée de vie moyenne d'environ 880 secondes. Les électrons et les protons, semblent être stables, au mieux des connaissances actuelles (les théories de désintégration du proton prédisent que le proton a une demi-vie supérieure 1032 ans. À ce jour, il n'existe aucune preuve expérimentale de la désintégration du proton) ;
- Le proton est le baryon le plus abondant tandis que l'électron est le lepton le plus abondant ;
- μ et la constante de structure fine α sont les deux grandeurs sans dimension apparaissant en physique élémentaire et deux des trois grandeurs discuté dans Barrow (2002) ;
- La masse du proton mp est constituée principalement de l'énergie de liaison des gluons (95%[2]), et de la masse des quarks (les quark up et quark down) du proton (5%). mp, et par conséquent le ratio μ, sont donc des conséquences facilement mesurables de l'interaction forte. En fait, dans la limite chirale, mp est proportionnelle à l'échelle d'énergie de la chromodynamique quantique, ΛQCD. À une échelle d'énergie donnée, la constante de couplage forte αs est liée à l'échelle de la chromodynamique quantique (et donc à μ) par

{\displaystyle \alpha _{s}=-{\frac {2\pi }{\beta _{0}\ln(E/{\mathit {\Lambda }}_{\mathrm {QCD} })}}}
où β0 = -11 + 2n/3, avec n le nombre de saveurs de quarks.

## Le rapportμvarie-t-il dans le temps?
Les astrophysiciens ont essayé de trouver des preuves que μ a changé au cours de l'histoire de l'univers. La même question est d'ailleurs posée, entre autres, à propos de la constante de structure fine. Une cause intéressante de ce changement serait la variation au cours du temps de l'intensité de l'interaction forte.
Les recherches astronomiques concernant la variation temporelle de μ ont généralement examiné la série de Lyman et les transitions de Werner de l'hydrogène moléculaire qui, étant donné un décalage vers le rouge suffisamment important, se produisent dans la région optique du spectre électromagnétique et peuvent donc être observées avec des spectrographes au sol.
Pour une onde de longueur d'onde au repos (en) λ lorsque le rapport de la masse du proton à celle de l'électron vaut μ, la variation de longueur d'onde Δλ de cette onde en fonction de celle Δμ du rapport de masse proton-électron peut être paramétrée par la formule suivante[pourquoi ?] :
{\displaystyle \Delta \lambda /\lambda =K\cdot (\Delta \mu /\mu )}
où K est une constante qui doit être calculée dans le cadre d'une théorie et de façon semi-empirique.
Autrement dit, en notant λ' la nouvelle longueur d'onde,
{\displaystyle \lambda '=\lambda +\Delta \lambda =\lambda \cdot [1+K\cdot (\Delta \mu /\mu )]}
Reinhold et coll. (2006) ont rapporté un potentiel de 4 écarts-types de la variation dans μ par l'analyse de l'hydrogène moléculaire absorption des spectres des quasars Q0405-443 et Q0347-373. Ils ont constaté que Δμ/μ vaut ((2,4 ± 0,6)) × 10−5. King et coll. (2008) ont analysé de nouveau les données spectrales de Reinhold et coll. et recueilli de nouvelles données sur un autre quasar, Q0528-250. Ils ont estimé que Δμ/μ vaut ((2,6 ± 3,0)) × 10−6, ce qui diffère significativement des résultats de Reinhold et coll. (2006).
Murphy et coll. (2008) ont utilisé la transition inverse de l'ammoniac pour conclure que |Δμ/μ| est inférieur à 1,8 × 10−6 pour un décalage vers le rouge z de 0,68.
Bagdonaite et coll. (2013) ont utilisé les transitions du méthanol dans la galaxie spirale PKS 1830-211 (de) pour trouver (∆µ/m) = (0.0 ± 1.0) × 10-7 à z = 0,89, une limite stricte à ce redshift,.
Notez que toute comparaison entre les valeurs de Δμ/μ sensiblement différents des redshifts aurait besoin d'un modèle particulier régissant l'évolution de Δμ/μ. Cela étant, des résultats conformes à zéro changement à moindre décalage vers le rouge n'excluent pas des changements significatifs pour de plus grands décalages vers le rouge.